# Asimmetria informativa
L'asimmetria informativa è una condizione in cui un'informazione non è condivisa integralmente fra gli individui facenti parte dello stesso processo economico: dunque una parte degli agenti interessati dispone di maggiori informazioni rispetto al resto dei partecipanti e può trarre un vantaggio da questa configurazione.
Il concetto viene usato e studiato in economia e in particolare economia dell'informazione, dove si suppone la presenza di asimmetrie informative per spiegare i differenti comportamenti dei soggetti economici.

## Descrizione
Il fenomeno dell'asimmetria informativa rappresenta una delle cause di fallimento del mercato con conseguente interferenza nell'efficienza economica causando una sotto utilizzazione delle risorse disponibili. Il vantaggio di una delle parti può portare a comportamenti opportunistici come l'azzardo morale correggibili con appositi strumenti contrattuali.
L'asimmetria informativa si presenta generalmente nei casi di:
- Selezione avversa (opportunismo pre-contrattuale)
- Azzardo morale (opportunismo post-contrattuale)
- Monopolio della conoscenza:
La presenza di asimmetrie informative spiega per esempio perché i risparmiatori preferiscano ricorrere ai servizi di investimento offerti dalle banche benché siano costosi. Infatti rispetto ai risparmiatori, le banche possiedono informazioni migliori su un maggior numero di possibili investimenti. La minore conoscenza da parte del risparmiatore lo induce a ricorrere a un operatore specializzato nella raccolta e nell'elaborazione delle informazioni circa i possibili modi di investire il denaro.

## Modelli di asimmetria informativa

### Selezione avversa
La selezione avversa è un problema connaturato alla fase pre-contrattuale, e sorge a causa del divario tra le informazioni possedute dall'azienda e quelle possedute dal cliente. Nel caso delle assicurazioni è grazie alle informazioni di cui l'assicurazione non dispone che il cliente considera conveniente l'operazione di stipula.
Studiato inizialmente negli anni settanta da George Akerlof per il mercato delle auto usate, il caso di selezione avversa è un tipico caso che oggi interessa soprattutto il mercato assicurativo. In questo settore i ricavi sono corrisposti anticipatamente al verificarsi dell'evento e l'ignoranza dell'effettivo manifestarsi dell'evento determina incertezza nella quantificazione del prezzo da attuare. Laddove il prezzo deve corrispondere al costo medio atteso dell'evento dannoso (non prevedibile in maniera certa, poiché il grado di rischiosità dell'assicurato è noto solo a quest'ultimo), il risultato sarà a una situazione di inefficienza.
Infatti l'assicuratore è costretto a fissare il premio sulla base di una probabilità media del verificarsi dell'evento. Da un lato questo premio sarà troppo alto per individui con un basso grado di rischiosità che decideranno quindi di non assicurarsi. Dall'altro lato questo sarà vantaggioso per coloro che presentano alti profili di rischiosità che quindi saranno gli unici a sottoscrivere il contratto assicurativo. Tutto ciò condurrà a un aumento del verificarsi degli eventi dannosi e a un conseguente innalzamento dei livelli di premi assicurativi, con un ciclo negativo che conduce rapidamente al fallimento del mercato.

#### Esempio
La situazione può essere descritta in questo modo: si supponga che esistano due segmenti di popolazione A e B percepenti entrambi un reddito R. La popolazione A, il 40% del totale, ha il 60% di probabilità di ammalarsi mentre la popolazione B, corrispondente al restante 60%, ha il 40% di probabilità di contrarre una malattia. In caso di malattia, si viene a contrarre un danno in termini economici pari a d, tale che il reddito effettivo da malati sarà R − d.
Si supponga che l'assicurazione proponga una polizza che consente alla popolazione A e B di proteggersi completamente dal rischio di contrarre una malattia, garantendo in tal caso un risarcimento pari a S = d; supponiamo che il premio di assicurazione sia pari a una percentuale p del risarcimento, in modo tale che esso coincida con p × S.
Per la compagnia di assicurazione risulta quindi fondamentale determinare questa percentuale p. In caso di perfetta informazione, ossia l'assicurazione sa distinguere quali sono gli individui appartenenti ad A e a B, l'assicurazione fa coincidere p con la probabilità di ammalarsi di ciascun segmento di popolazione. Per A quindi il premio sarà 0,6 × S, mentre per B sarà 0,4 × S; questa soluzione soddisfa i bisogni di tutti, poiché il premio richiesto è proporzionale alla possibilità di ammalarsi, quindi sia A sia B si assicureranno.
Si consideri il caso di asimmetria informativa: in questo caso l'assicurazione conosce solo la distribuzione percentuale di A e di B, ma non è in grado di capire a quale segmento appartenga un singolo assicurato; sarà costretta quindi a trovare una percentuale p che possa applicare a tutti senza incorrere in perdite; questa percentuale è la somma dei p dei singoli segmenti ponderati per l'incidenza in termini di popolazione, ossia 0,6 × 0,4 + 0,4 × 0,6 = 0,48. In questo caso 0,48 è maggiore della probabilità degli appartenenti a B di ammalarsi (0,4); quindi il segmento B troverà troppo iniquo assicurarsi e preferirà correre il rischio della riduzione del proprio stipendio causa malattia; si assicureranno quindi solo gli appartenenti ad A che inizialmente conseguiranno un vantaggio economico perché p = 0,48 è minore di p = 0,6 che avrebbero avuto in caso di perfetta informazione; tuttavia l'assicurazione si troverà ben presto con delle perdite poiché gli appartenenti ad A si ammalano più frequentemente della media stimata in precedenza (60% dei casi, e non il 48%): il premio p aumenterà fino ad arrivare a 0,6, scoraggiando ancora di più gli appartenenti a B ad assicurarsi e creando un effetto perverso in cui il prodotto (assicurato) "cattivo" scaccia quello "buono".
Un ulteriore caso è quello degli azionisti di una società che vogliono assumere il miglior manager sul mercato con il compito di gestire l'azienda e definire i piani in difesa dei loro interessi. Esiste un accesso differenziato alle informazioni: da un lato gli azionisti non sono in grado di valutare le capacità manageriali dell'agente prima della sua assunzione (selezione avversa), dall'altro non hanno un controllo puntuale sulle sue azioni e decisioni (azzardo morale). Se il manager viene pagato a stipendio fisso, il suo interesse è quello di minimizzare gli sforzi e, in mancanza di variabili o elementi verificabili su cui fondare un contratto ottimale, cercherà di sfruttare il vantaggio informativo per incrementare la sua utilità a scapito di quella degli azionisti.

### Azzardo morale
L'idea di azzardo morale, conseguenza dell'asimmetria informativa, nasce nel XVII secolo nell'ambito delle assicurazioni ma troverà nuova linfa a partire dagli anni '60 grazie agli studi degli economisti Ken Arrow e Joseph Stiglitz. Si tratta di una forma di opportunismo post-contrattuale che si verifica durante il rapporto assicurativo. Il consumatore, avendo stipulato un contratto che lo tutela e lo risarcisce in caso di accadimento dell'evento negativo, è portato a non usare più strumenti e accortezze cautelari che lo prevengano dall'evento. Il fatto di essere assicurato induce l'individuo a ridurre l'attività di prevenzione o parallelamente a sovrautilizzare la disponibilità di risorse a lui dovute più di quanto non necessiti. Le precauzioni non sono osservabili e verificabili, pertanto è impossibile farne oggetto di un accordo effettivamente vincolante: infatti il contratto potrebbe imporre il mantenimento di un certo comportamento, ma la compagnia di assicurazione non è in grado di verificarne il rispetto.
L'azzardo morale si presenta anche nella vita di tutti i giorni: ad esempio, se il guidatore è responsabile per tutti i danni, è probabile che guiderà una macchina noleggiata più prudentemente che nel caso fosse coperta da assicurazione.

### Monopoli della conoscenza
I monopoli della conoscenza sorgono quando la classe dirigente mantiene il potere politico attraverso il controllo delle principali tecnologie di comunicazione. Lo storico economico canadese Harold Innis fu il primo a sviluppare il concetto di monopolio della conoscenza nei suoi scritti sulle teorie della comunicazione. Nel contesto dell'asimmetria informativa questo fenomeno si presenta quando la parte ignorante non ha il diritto di accedere a tutte le informazioni critiche su una situazione per il processo decisionale. Questo tipo di asimmetria informativa può essere visto nel governo.
Il vantaggio informativo condiziona la definizione delle caratteristiche del contratto ottimale tra il principale (principal), colui che propone il contratto, e l'agente (agent), colui che può accettare o rifiutare. Da questi due nomi deriva l'espressione "problemi di agency" (letteralmente "problemi di agentività"), che sono tra i capisaldi del diritto societario. Se le parti avessero interessi comuni, tutte le informazioni rilevanti verrebbero immediatamente scambiate e ogni asimmetria informativa cesserebbe di esistere. Quando una delle parti contrattuali possiede maggiori o migliori informazioni sulla disponibilità a pagare dell'avversario, questa asimmetria si riflette sulla capacità di influenzare a proprio favore il prezzo. Potere informativo è dunque sinonimo di potere contrattuale ed economico.

## Soluzioni

### Segnalazione e selezione
Un concetto legato all'asimmetria affermativa è quello della "segnalazione" (signaling) introdotto per la prima volta da Michael Spence nel 1978 che sarà per questo insignito del Premio Nobel. Considerata in generale una soluzione al problema della selezione avversa, l'idea di Spence si basa sui divari di conoscenza osservati tra le organizzazioni e i potenziali dipendenti. In questo modello i (potenziali) dipendenti inviano un segnale sul loro livello di abilità al datore di lavoro aumentando il loro livello di formazione. Il valore informativo di queste credenziali deriva dal fatto che il datore di lavoro le ritiene positivamente correlate a una maggiore capacità da parte del dipendente e allo stesso tempo inferisce una difficoltà ad ottenere tali credenziali (es. una laurea) da parte di potenziali dipendenti con capacità ridotte. Pertanto, la credenziale consente al datore di lavoro di distinguere in modo affidabile i lavoratori a bassa capacità dai lavoratori ad alta capacità. Il concetto di segnalazione nasce nel mondo del lavoro ma la sua natura intuitiva ha portato ad un esteso utilizzo e conseguente adattamento a molti altri settori, come la gestione delle risorse umane, le imprese e i mercati finanziari.

### Screening
Joseph E. Stiglitz fu il primo a proporre il concetto di screening. Si tratta di un modello per cui la parte poco informata può indurre l'altra parte a rivelare le proprie informazioni attraverso la proposta di un menù di scelte dipendente dalle informazioni private dell'altra parte.
Le tecniche di screening sono impiegate all'interno del mercato del lavoro durante la fase di assunzione nel processo di candidatura. La parte che assume (agente con meno informazioni) cerca di rivelare di più sulle caratteristiche dei potenziali candidati al lavoro (agenti con più informazioni) in modo da fare la scelta più ottimale nell'assunzione di un lavoratore per il ruolo.
George Akerlof osserva che in un mercato come quello da lui descritto, il valore medio della merce tende a scendere, anche per la parte di ottima qualità. A causa dell'asimmetria informativa, i venditori senza scrupoli possono vendere "falsi" e frodare l'acquirente. Nel frattempo, gli acquirenti di solito non hanno informazioni sufficienti per distinguere i cloni dai prodotti di qualità. Di conseguenza, molte persone non disposte a rischiare di essere derubate eviteranno determinati tipi di acquisti o non spenderanno tanto per un determinato articolo. Akerlof dimostra che è anche possibile che il mercato decada fino al punto di non esistere.

### Divulgazione di informazioni obbligatorie
Sia la segnalazione che lo screening riguardano una divulgazione volontaria di informazioni, in cui la parte che ha più informazioni, per il proprio interesse, utilizza varie misure per informare l'altra parte. Tuttavia, la divulgazione volontaria di informazioni non è sempre fattibile. Le autorità di regolamentazione possono quindi adottare misure attive per facilitare la diffusione delle informazioni. Ad esempio, la Securities and Exchange Commission (SEC) ha avviato la Regulation Fair Disclosure (RFD) in modo che le aziende debbano divulgare fedelmente le informazioni rilevanti agli investitori. La politica ha ridotto l'asimmetria informativa, che si riflette nella riduzione dei costi di negoziazione.